# Збройні сили Туреччини
Збройні сили Туреччини (ЗСТ; тур. Türk Silahlı Kuvvetleri, TSK) — збройні сили Турецької Республіки. Вони складаються з сухопутних військ, військово-морських сил (у тому числі військово-морської авіації та морської піхоти) і повітряних сил. Жандармерія і берегова охорона мають правоохоронні органи та військові функції, працюють як компоненти сил внутрішньої безпеки в мирний час і підпорядковуються Міністерству внутрішніх справ. У воєнний час вони підпорядковуються армії та флоту.
Начальник Генерального штабу є Головнокомандувачем Збройних Сил. У воєнний час він виступає як Головнокомандувач від імені президента, який представляє Вище військове командування ЗСТ від імені Великих національних зборів Туреччини. Крім того, Генеральний штаб координує військові відносини з державами-членами НАТО та іншими дружніми країнами.
Історія збройних сил Туреччини почалася з їх формування після розпаду Османської імперії. Турецька армія вважала себе охоронцем кемалізму, офіційної державної ідеології, особливо її акценту на секуляризмі. Ставши членом НАТО в 1952 році, Туреччина розпочала комплексну програму модернізації своїх збройних сил. Турецька армія направила 14 936 військовослужбовців для участі у Корейській війні разом із Південною Кореєю та НАТО. Наприкінці 1980-х років розпочався другий процес реструктуризації. Збройні сили Туреччини беруть участь у бойовій групі ЄС під контролем Європейської ради, італо-румунсько-турецькій бойовій групі. ЗСТ також надає оперативний персонал для ініціативи Єврокорпусу багатонаціональних армійських корпусів ЄС і НАТО.

## Історія
- Військова історія Туреччини[en]

### Перше курдське повстання
- Курдсько-турецький конфлікт

## Структура
ЗСТ складаються з трьох основних гілок. Вони мають активні людські ресурси в розмірі близько 1 000 000 осіб (У поєднанні чисельність близько 1 041 900 персоналу, якщо включати запаси та воєнізовані сили). До 36 700 осіб можуть бути розміщені на Північному Кіпрі.

### Армія
У 2008 році турецька армія налічувала близько 402 000 активного персоналу і є другою за величиною армією в НАТО після США.

### Повітряні сили
ПС Туреччини керує одним з найбільших бойових флотів НАТО. Вони налічують близько 60 100 активних кадрів.

### Флот
ВМС Туреччини налічує близько 48 600 активного персоналу і повна водотоннажність флоту близько 259 000 тонн, бригаду-амфібію морської піхоти, кілька загонів командос і дві сили спеціального призначення.: SAS і SAT

### Жандармерія
Турецька жандармерія відповідає за підтримку законності та правопорядку в сільській місцевості, яка не підпадає під юрисдикцію регулярних поліційних сил. Жандармерія має близько 250 000 активного персоналу. Вона несе відповідальність перед Міністерством внутрішніх справ у період мирного часу.

### Берегова охорона
Турецька берегова охорона несе відповідальність за підтримання закону і порядку в турецьких територіальних водах. Вона налічує близько 2200 активних співробітників. Вона несе відповідальність перед Міністерством внутрішніх справ у період мирного часу.

## Витрати на збройні сили
|      | Туреччина       | Туреччина   |
| Рік  | в млрд дол. США | в % від ВВП |
| ---- | --------------- | ----------- |
| 2012 | 18 184          | 2,3 %       |
| 2011 | 17 906          | 2,3 %       |
| 2010 | 17 690          | 2,4 %       |
| 2009 | 17 275          | 2,6 %       |
| 2008 | 16 119          | 2,3 %       |
| 2007 | 15 924          | 2,3 %       |
| 2006 | 16 511          | 2,5 %       |
| 2005 | 15 799          | 2,5 %       |
| 2004 | 16 689          | 2,8 %       |
| 2003 | 18 287          | 3,4 %       |

## Галерея

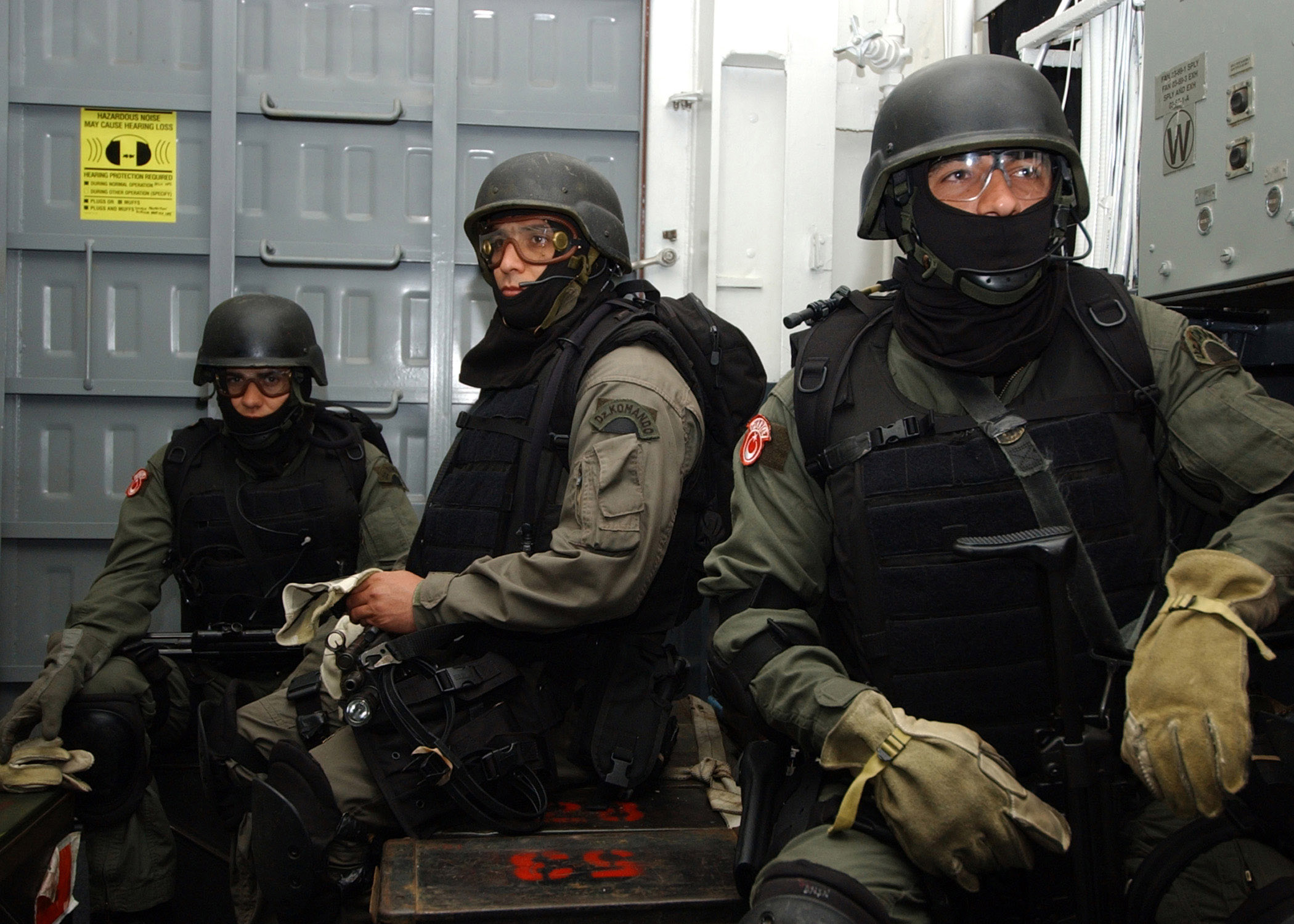
Турецькі морські командос, спільні навчання з авіаносцем США
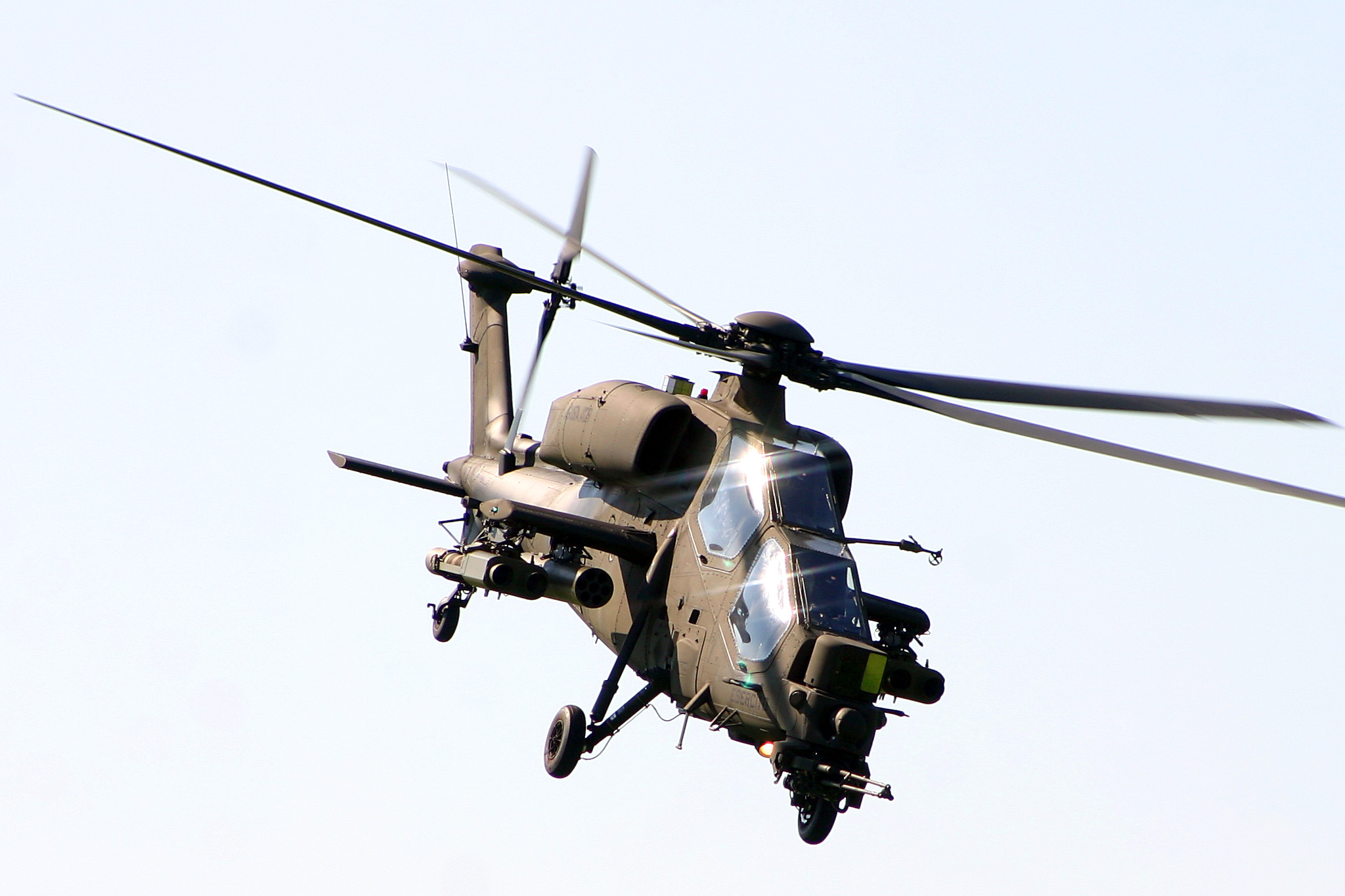
Турецький ударний вертоліт T-129
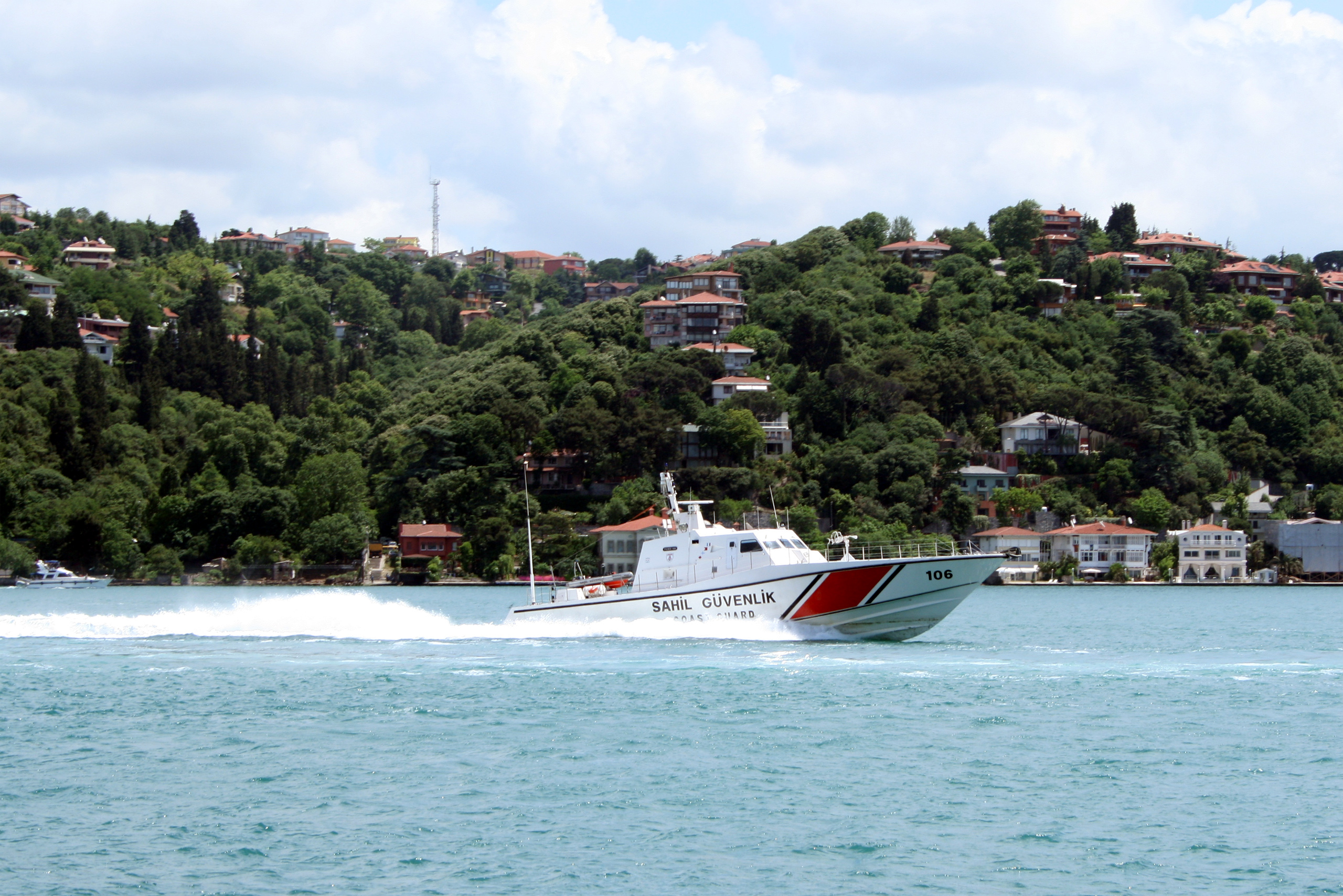
Човен Берегової охорони у Боспорській протоці